# Brandbegränsningslinje

Brandgata.

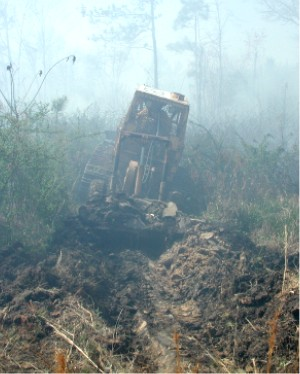
Plöjning av brandgata för att förhindra spridning av pågående skogsbrand i South Carolina.

En brandbegränsningslinje (engelska: firebreak) är ett område där det inte finns något brännbart material, till exempel i naturen, i städer (exempelvis en esplanad) eller i en byggnad (exempelvis en brandmur eller brandgavel). Linjen begränsar hur långt en brand kan eller får spridas. Det kan finnas naturliga begränsningslinjer i terrängen i form av sjöar, vattendrag, berg eller nedförsluttningar, och de kan också vara skapade av människor, exempelvis en väg, en stig, ett kalhygge eller en kalhuggen kraftledningsgata. 
En begränsningslinje kan konstrueras i syfte att begränsa en skogsbrand genom att man fäller träd eller gräver diken. Även ett parti lövskog, gammal tallskog eller ett skuggigt och fuktigt område kan ibland fungera som begränsningslinje, och vinden kan ge upphov till begränsningslinjer. Bränder kan dock ta sig över begränsningslinjer vid så kallad flygbrand.

## Brandgator
En brandgata är en begränsningslinje i form av ett långsmalt stråk i en skog som har frilagts från träd för att begränsa eller försvåra att en skogsbrand sprider sig över ett större område. En brandgata kan anläggas i preventivt syfte eller när en skogsbrand de facto hotar. Man kan då låta branden nå brandgatan. På grund av risken för rotbrand förekommer det också att marken i akut anlagda brandgator plöjs upp. Brandgatan görs ofta rak för att underlätta dess bevakning och placeras i 30 till 45 graders vinkel mot brandfronten, så att branden inte når hela brandgatan på en gång.
Begreppet brandgata används ofta även oegentligt om räddningsvägar, det vill säga öppna stråk i fast bebyggelse eller på till exempel en campingplats som ska hållas öppna för att räddningsfordon (ambulans och brandbil) ska kunna ta sig fram. Liknande gator kan också röjas för att markera gränser. Se även ledningsgata.

## Skyddsavbränning
Skyddsavbränning är avbränning av markvegetation med lågintensiv eld inom ett bälte av en skogsmark för att skapa en begränsningslinje för skogsbrand eller inför hyggesbränning för att begränsa den. Skyddsavbränningen begränsas genom bevattning eller en sträng av mineraljord på mossan och genom att låta avbränningen spridas mot vindens riktning.